# Saison 2009 des Pirates de Pittsburgh
La Saison 2009 des Pirates de Pittsburgh  est la 128e saison pour cette franchise (123e saison en ligue majeure). Les Pirates signent leur 17e saison consécutive avec plus de défaites que de victoires. C'est un record pour l'ensemble du sport professionnel nord-américain. Jusque-là, les Pirates partageaient ce record à 16 avec les Phillies de Philadelphie des années 1920-1930.

## Intersaison

### Arrivées

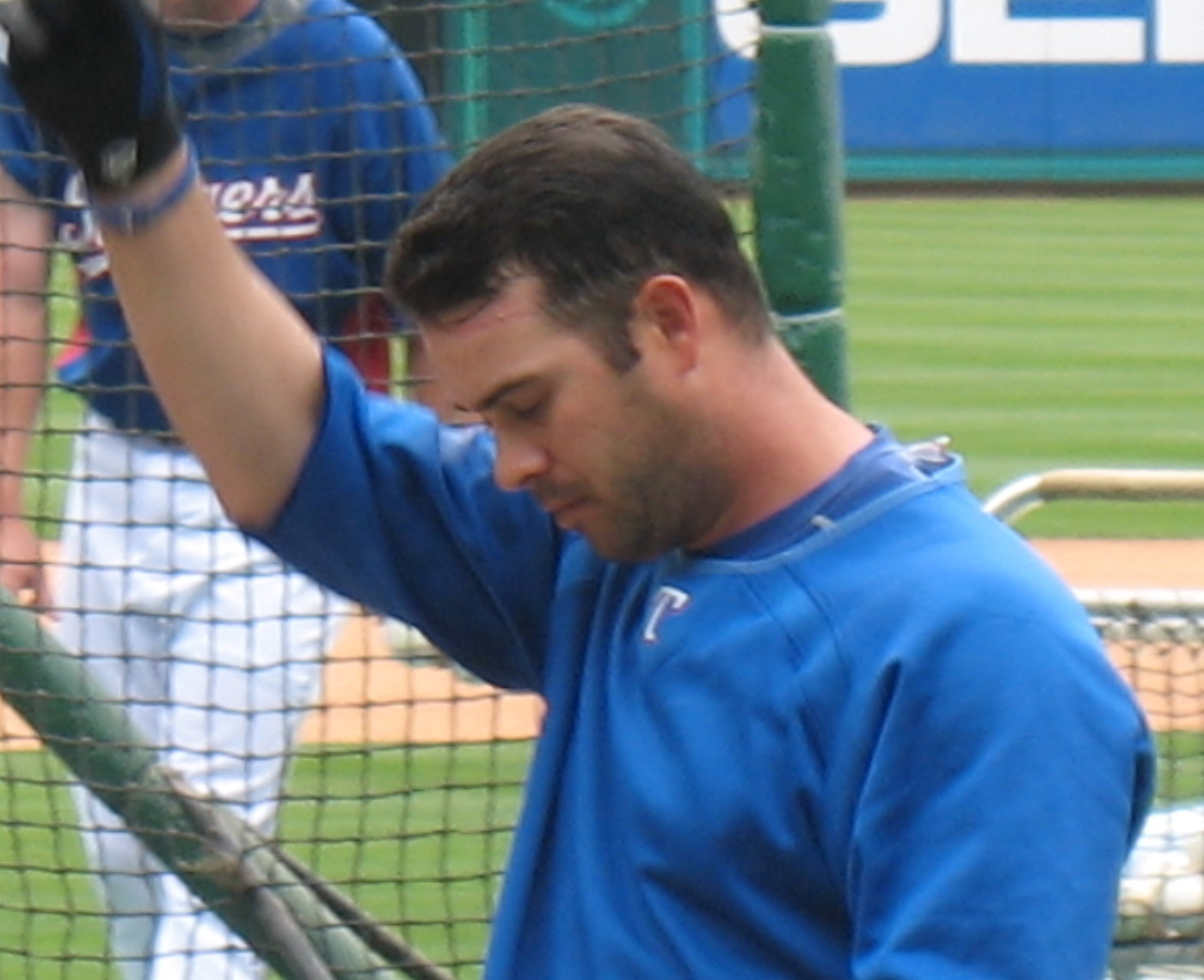
Ramón Vázquez passe des Rangers aux Pirates.

- Ramón Vázquez, en provenance des Rangers du Texas.
- Eric Hinske, en provenance des Rays de Tampa Bay.
- Craig Monroe, en provenance des Twins du Minnesota.
- Jason Jaramillo, en provenance des Phillies de Philadelphie (ligues mineures).
- Donald Veal, en provenance des Cubs de Chicago (ligues mineures).

### Départs
- Chris Gomez, chez les Orioles de Baltimore.
- Doug Mientkiewicz, chez les Dodgers de Los Angeles.
- Jason Michaels, chez les Astros de Houston.
- Ronny Paulino, chez les Phillies de Philadelphie.
- Luis Rivas, chez les Cubs de Chicago.
- T. J. Beam, chez les Blue Jays de Toronto.

### Grapefruit League
Basés au McKechnie Field à Bradenton en Floride, le programme des Pirates comprend 37 matches de pré-saison entre le 25 février et le 4 avril.
En excluant le match disputé face à l'équipe des Pays-Bas (victoire 5-4) et celui joué face à une formation de ligue mineure le 2 avril, les Pirates affichent un bilan de pré-saison de 17 victoires pour 15 défaites et 3 nuls, soit la 7e performance sur 16 en Grapefruit League et la 5e sur 16 pour une franchise de la Ligue nationale.

## Saison régulière

### Classement
| Ligue nationale (Division Centrale) | V  | D  | %    | GB  |
| ----------------------------------- | -- | -- | ---- | --- |
| Cardinals de Saint-Louis            | 91 | 71 | .562 | --  |
| Cubs de Chicago                     | 83 | 78 | .516 | 7½  |
| Brewers de Milwaukee                | 80 | 82 | .491 | 11  |
| Reds de Cincinnati                  | 78 | 84 | .481 | 13  |
| Astros de Houston                   | 74 | 88 | .457 | 17  |
| Pirates de Pittsburgh               | 62 | 99 | .385 | 28½ |

### Résultats

#### Avril
L'ouverture a lieu à Saint-Louis le 6 avril face aux Cardinals.
À l'occasion du premier match à domicile, le 13 avril, Zach Duke lance un match complet au cours duquel il n'accorde aucun point (Blanchissage).